# Aeolidia
Aeolidia is een geslacht van zeenaaktslakken (Nudibranchia) en het typegeslacht van de familie van de vlokslakken (Aeolidiidae).

## Soorten
- Aeolidia campbellii (Cunningham, 1871)
- Aeolidia collaris Odhner, 1921
- Aeolidia filomenae Kienberger, Carmona, Pola, Padula, Gosliner & Cervera, 2016 - Gekrulde vlokslak
- Aeolidia libitinaria Valdés, Lundsten & N. G. Wilson, 2018
- Aeolidia loui Kienberger, Carmona, Pola, Padula, Gosliner & Cervera, 2016
- Aeolidia papillosa (Linnaeus, 1761) – Grote vlokslak

### Taxon inquirendum
- Aeolidia bella (Rüppell & Leuckart, 1830)
- Aeolidia pelseneeri Risbec, 1937

### Nomen nudum
- Aeolidia nebae Risbec, 1930

### Synoniemen
- Aeolidia acinosa Risbec, 1928 => Trinchesia acinosa (Risbec, 1928)
- Aeolidia bourailli Risbec, 1928 => Phidiana bourailli (Risbec, 1928)
- Aeolidia cornuta Risbec, 1928 => Cratena cornuta (Risbec, 1928)
- Aeolidia dangeri Risbec, 1928 => Caloria indica (Bergh, 1896)
- Aeolidia diffusa Risbec, 1928 => Cratena diffusa (Risbec, 1928)
- Aeolidia edmondsoni Ostergaard, 1955 => Phestilla sibogae Bergh, 1905
- Aeolidia farallonensis Gosliner & Behrens, 1996 => Aeolidia herculea Bergh, 1894 => Zeusia herculea (Bergh, 1894)
- Aeolidia foulisi Angas, 1864 => Anteaeolidiella cacaotica (Stimpson, 1855)
- Aeolidia fragilis Risbec, 1928 => Facelina fragilis (Risbec, 1928)
- Aeolidia gouaroi Risbec, 1928 => Favorinus gouaroi (Risbec, 1928)
- Aeolidia grisea Risbec, 1928 => Cratena grisea (Risbec, 1928)
- Aeolidia guenanti Risbec, 1928 => Caloria guenanti (Risbec, 1928)
- Aeolidia helicochorda M. C. Miller, 1988 => Burnaia helicochorda (M. C. Miller, 1988)
- Aeolidia herculea Bergh, 1894 => Zeusia herculea (Bergh, 1894)
- Aeolidia obscura Risbec, 1928 => Phidiana obscura (Risbec, 1928)
- Aeolidia papilligera Michaelis & Scherk, 1847 => Ziminella salmonacea (Couthouy, 1838)
- Aeolidia poindimiei Risbec, 1928 => Phyllodesmium poindimiei (Risbec, 1928)
- Aeolidia serotina Bergh, 1873 => Aeolidia campbellii (Cunningham, 1871)
- Aeolidia verrucosa M. Sars, 1829 => Flabellina verrucosa (M. Sars, 1829) => Coryphella verrucosa (Sars M., 1829)